# Pterolophia castaneivora
Pterolophia castaneivora är en skalbaggsart som beskrevs av Nobuo Ohbayashi och Hayashi 1962. Pterolophia castaneivora ingår i släktet Pterolophia och familjen långhorningar. Inga underarter finns listade i Catalogue of Life.